# Maciej Kluska
Maciej Kluska (ur. 17 stycznia 1871 w Posadzie Olchowskiej, zm. 28 lutego 1967 w Sanoku) – polski działacz samorządowy i społeczny.

## Życiorys

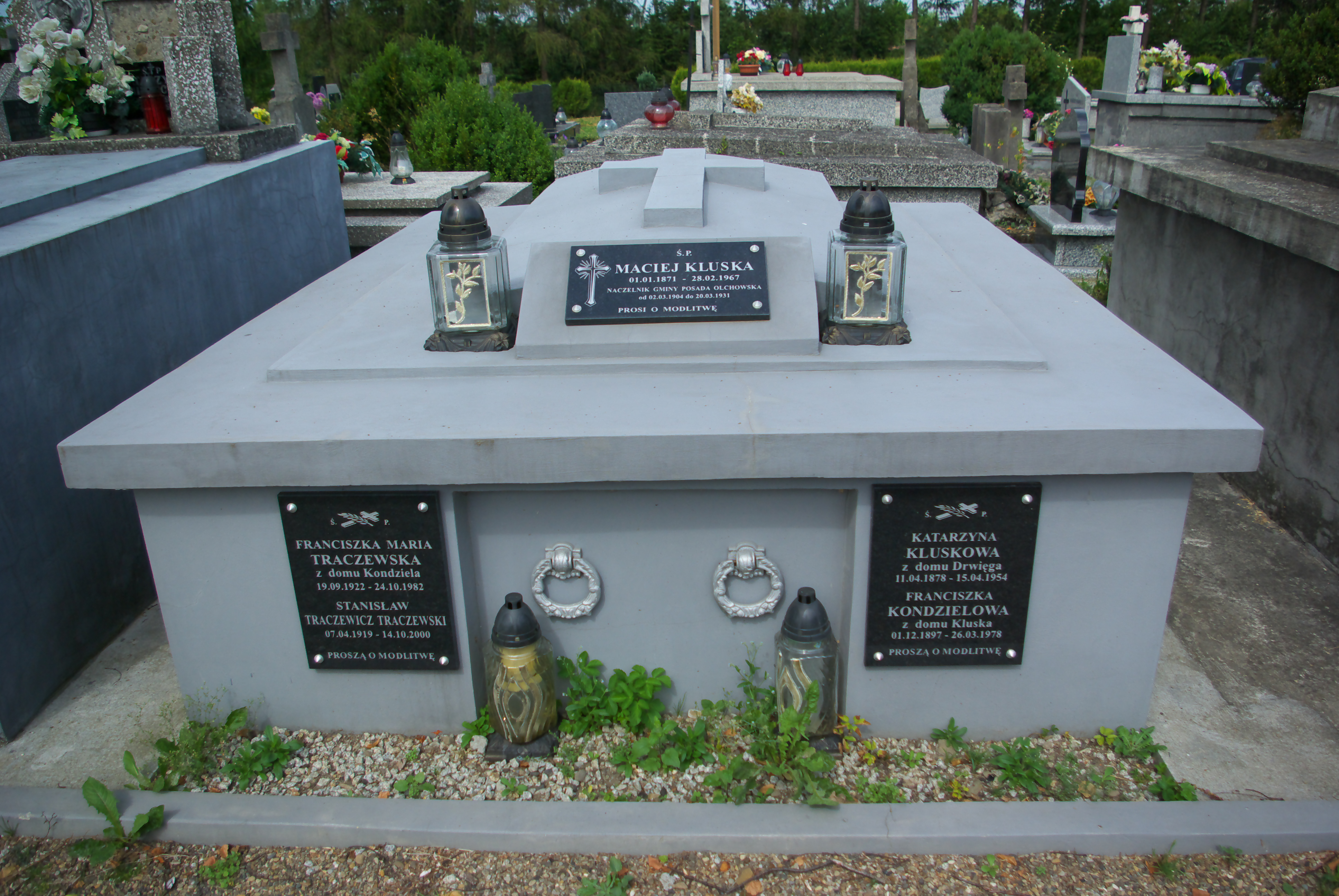
Grobowiec Marcina Kluski

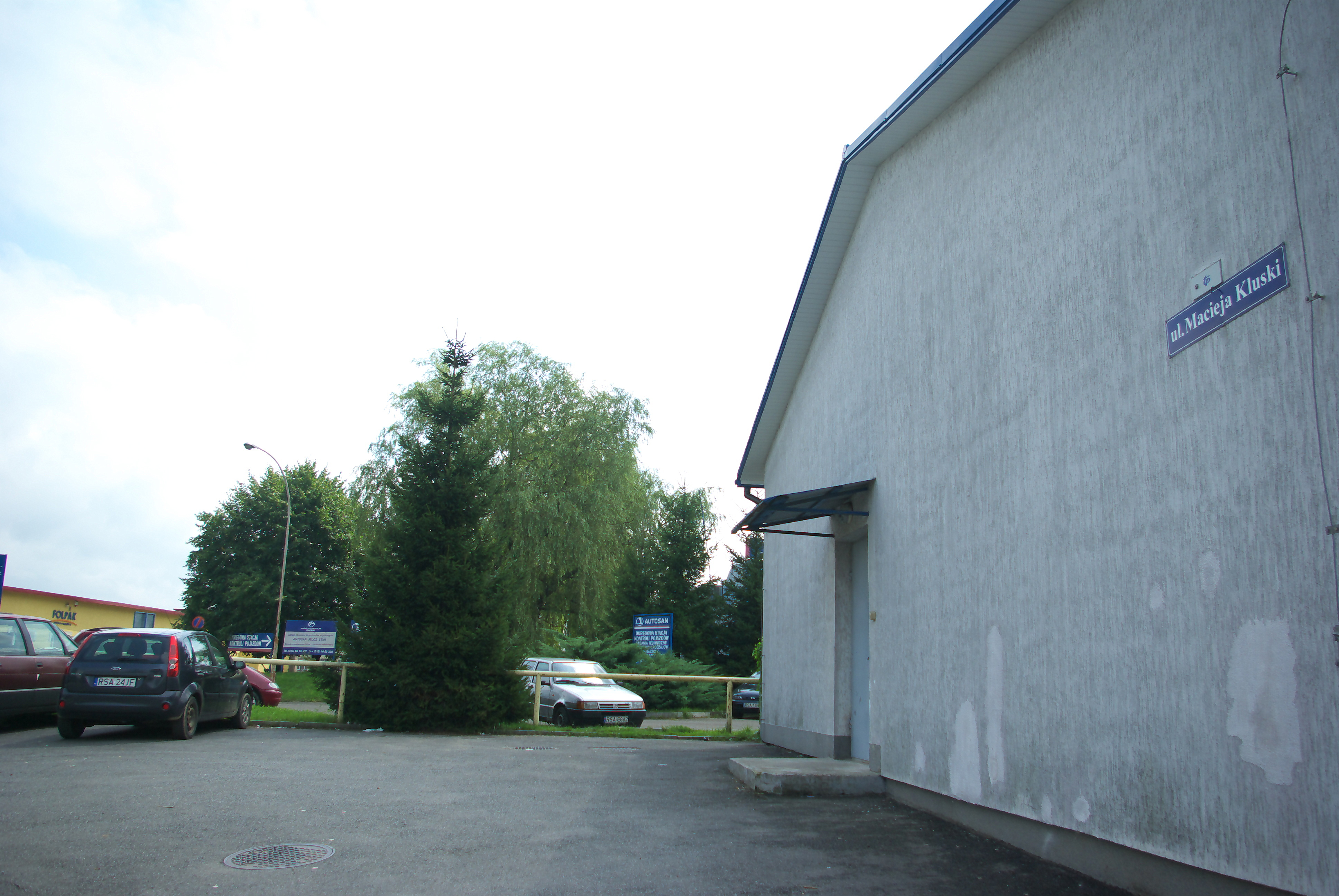
Ulica Macieja Kluski na sanockiej Posadzie

Urodził się 17 stycznia 1871 w Sanoku. Pochodził z rodziny rolniczej. Był synem Marcina i Marii z domu Kozioł. Ukończył cztery lasy szkoły powszechnej. Początkowo pomagał rodzicom w pracy rolnej, a po odbyciu służby wojskowej w szeregach 45 pułku piechoty i zawarciu małżeństwa przez wiele lat samodzielnie prowadził własne gospodarstwo rolne, łącząc zajęcie rolnika z pełnionymi funkcjami i posadami. Był zatrudniony w charakterze oglądacza bydła w skupie, a potem w rzeźni (istniejącej od 1902 w Posadzie Olchowskiej). Pełnił też funkcję gminnego policjanta. Był założycielem i na przestrzeni 30 lat prezesem Kasy Raiffeisena–Kasy Stefczyka. Od 2 marca 1904 do 20 marca 1931 przez 27 lat sprawował stanowisko naczelnika gminy Posada Olchowska. Na początku grudnia 1913 został zawieszony w urzędowaniu w związku z aferą emigracyjną Grossów. Dochodzenie w tej sprawie wobec niego ostało wycofane 4 kwietnia 1914, w związku z czym Kluska powrócił do urzędowania.
Był inicjatorem wybudowania domu gminnego Posady Olchowskiej, wzniesionego w latach 1905-1907. Na Posadzie przyczynił się do powstania gmachu szkoły im. Tadeusza Kościuszki i do rozbudowy szkoły im. Klementyny Hoffmanowej. Od około 1912 był członkiem Rady c. k. powiatu sanockiego, wybrany z grupy gmin wiejskich. W Radzie 18 lutego 1913 został wybrany do składu komisji rewizyjnej. Podczas I wojny światowej działał na rzecz ulokowania i wyżywienia legionistów, którzy zatrzymali się w Posadzie Olchowskiej. Na początku XX wieku był jednym z inicjatorów budowy kościoła na Posadzie. Potem utworzył Komitetu Budowy Kościoła Filialnego, w którym formalnie pełnił funkcję skarbnika i którego był faktycznym kierownikiem podczas budowy w latach 1926-1931, w rezultacie czego wzniesiono kościół Najświętszego Serca Pana Jezusa. Ufundował witraża z wizerunkiem św. Macieja, umieszczony w kaplicy Matki Bożej tej świątyni. W 1929 był zastępcą przewodniczącego rady Komunalnej Kasy Oszczędności powiatu sanockiego z siedzibą w Sanoku.
W 1929 obchodził uroczyście 25-lecie piastowania swojego urzędu samorządowego. Do końca istnienia samodzielnej gminy Posada Olchowska był członkiem jego rady. Jako naczelnik gminy w 1931 był jednym z jej reprezentantów w komisjach, które miały prowadzić rozmowy w Wydziale Powiatowym Sanoka w sprawie przyłączenia gminy do miasta Sanoka (przyłączenie wsi do miasta weszło w życie z dniem 1 kwietnia 1931). W tym samym roku został członkiem Zarządu Tymczasowego Sanoka w czasie przyłączenia do miasta Posady Olchowskiej. Został też członkiem Rady połączonych gmin, zebranej 1 lutego 1932. Pełniąc mandat należał do BBWR. Potem był radnym Rady Miejskiej Sanoka od 1934. Przed 1939 zamieszkiwał przy ulicy Kazimierza Lipińskiego 65.
Maciej Kluska zmarł 28 lutego 1967. Został pochowany na Cmentarzu Posada w Sanoku. Od 8 lutego 1897 był żonaty z Katarzyną z domu Drwięga (1878-1954).
Przed 1939 był określany w Sanoku jako Maciej Kluska starszy. W Posadzie Olchowskiej żył i działał także inny Maciej Kluska, określany jako młodszy (ur. 1891, syn Andrzeja, żołnierz, ślusarz, w latach 1928-1928 zastępca naczelnika gminy Posada Olchowskam do 1931 radny tejże gminy, w 1939 wybrany radnym miejskim w Sanoku).

## Upamiętnienie
Jeszcze w czasie istnienia wsi Posada Olchowska została tamże ustanowiona ulica imienia Macieja Kluski. Po przyłączeniu wsi do Sanoka grupa mieszkańców złożyła pismo protestacyjne w tym zakresie, uznając że uhonorowany nie zasłużył na to wyróżnienie. W 1948, z inicjatywy radnego Miejskiej Rady Narodowej w Sanoku, Kazimierza Granata, ulica Macieja Kluski została przemianowana na ulicę Stefana Okrzei. W toku zmian nazw ulic w Sanoku uchwałą Miejskiej Rady Narodowej w Sanoku w grudniu 1989 część ulicy Stefana Okrzei została zmieniona na ulicę Macieja Kluski.